# Signaturläran
Signaturläran är en medicinsk teori som härstammar från antiken. Enligt signaturläran kan växter som liknar ett visst organ i kroppen bota sjukdomar i organet ifråga. Exempelvis skulle blåsippans blad kunna användas mot leversjukdomar, och beredningar av gula blommor vara verksamma mot gulsot. Signaturläran går i viss mån igen i en del varianter av det sena 1900-talets och tidiga 2000-talets alternativmedicinska läror och new age.
Signaturläran systematiserades under renässansen, vid de apoteksrörelser som började uppkomma. Bland de personer som ägnade mycket möda åt att utforma detaljer i signaturläran finns den schweiziske renässansläkaren och mystikern Paracelsus.